# Glauco Capozzoli
Glauco Capozzoli (* 10. Juli 1929 in Montevideo, Uruguay; † 7. September 2003 in Borja bei Saragossa, Spanien) war ein uruguayischer Maler und Kupferstecher.

## Leben und Wirken
Capozzoli studierte von 1945 bis 1947 an der Escuela Nacional de Bellas Artes (ENBA) bei Ricardo Aguerre und Miguel Angel Pareja. Später vertiefte er seine Studien in den USA im Bereich Kupferstich. Auch unternahm er zahlreiche Reisen in die USA und nach Europa. Capozzoli, dessen Werke sich neben zahlreichen Privatsammlungen in den USA, Israel und Europa auch in internationalen Museen sowie im Museo Nacional de Artes Visuales und im Museo Juan Manuel Blanes befinden, führte seit 1958 – andere Quellen nennen eine Ausstellung im Jahre 1959 im montevideanischen Subte Municipal als erste Ausstellung – zahlreiche Einzelausstellungen durch. Auch an diversen Gemeinschaftsausstellungen nahm er mit seinen Werken teil. Gemeinsam mit Graciela Saralegui illustrierte er 1962 El cocodrilo von Felisberto Hernández. 1971 richtete er sein Atelier in Barcelona ein, das von Julio Cortázar, Cristina Peri Rossi und anderen Schriftstellern besucht wurde. Bis Ende der 1980er Jahre stellte er seine Werke in der ganzen Welt aus, mit bis zu fünf Ausstellungen pro Jahr, darunter viermal die Internationale Messe Basel, die von der Sala Gaudí Barcelona übernommen wurde, die einen großen Teil seiner Werke besitzt. Capozzoli, der seit 1971 in Spanien und dort zunächst in Barcelona und später dann in Borja lebte, verstarb 74-jährig dort in dem nahe Saragossa gelegenen Ort.

## Auszeichnungen
Capozzoli wurde mit dem Preis des Casa del Teatro für das beste Bühnenbild der Spielzeit bedacht, das er für Machiavellis La mandrágora geschaffen hatte. Zu den weiteren Auszeichnungen, die er im Laufe seiner künstlerischen Laufbahn erhielt, gehören der Erste Preis und die Goldmedaille beim XXVI. Salón Nacional, darüber hinaus Zweite und Dritte Preise bei weiteren Salóns. Der Premio Adquisición wurde ihm beim Salón Municipal de Bellas Artes in Montevideo 1957 zugesprochen. 1962 bekam er den Ersten Preis beim Salón Nacional de Bellas Artes. 1969 wurde ihm zudem bei der Lateinamerikanischen Kupferstich-Ausstellung (Exposición del Grabado Latinoamericano) der Premio Adquisición zuerkannt.

## Ausstellungen (Auszug)

### Gemeinschaftsausstellungen
- 1961: Biennale des Jeunes, París
- 1962. 26 artistas uruguayos contemporáneos. Punta del Este
- 1962 Bienal de “Bianco e Nero”. Lugano, Italia
- 1963. Pratt Graphic Art Center. Nueva York, EE.UU.
- 1965. I Bienal de Artes Aplicadas. Punta del Este
- 1967: VI Bienal Internacional de Grabados, Ljubljana
- 1967: 100 Años de Pintura Uruguaya, Washington
- 1968: VI Bienal de Grabado, Tokio
- 1968. Uruguayan Art owned by North Americans, Alianza Cultural Uruguay, Estados Unidos
- 1969. V Exposición de Grabados. Ginebra
- 1969 XV Latin American Print Show. Galería Zegri. Nueva York
- 1970: Tercera Bienal Internacional de Grabado, Cracovia
- 1970: Segunda Bienal Internacional de Grabado, Buenos Aires
- 1970 Cuatro Pintores Uruguayos. Museo del Neguev, Israel
- 1970 II Bienal Internacional de Grabado. Buenos Aires, Argentina
- 1971 Congreso de las Artes Plásticas de Latinoamérica

- 1963: Centro de Artes y Letras, Montevideo
- 1966: Galería II. Cannocchiale, Milán
- 1971: Tres grabadores uruguayos. Old Jaffa Gallery, Israel
- 1972: Amigos de la Música, Hospitalet, Barcelona
- 1972: Bienal Internacional de Artes Gráficas. Frechen
- 1973: Sala Gaudí, Barcelona
- 1976: Sala Gaudí, Barcelona
- 1976: Galería Lucas, Gandía, Valencia
- 1977: Galería de Groelard Schilde, Amberes
- 1977: The Tel Aviv Internacional Art Fair
- 1978: Galería Kandinsky, Madrid
- 1978: Feria Internacional de Arte de Basilea, Suiza
- 1979: Sala 4 Cantones, Olot, Girona
- 1979: Feria Internacional de Arte de Basilea, Suiza
- 1980: Galería Rua, Santander
- 1980 Galería Internacional de Arte. San Antonio Abad, Ibiza,
- 1981 Center Gallery. Yokohama, Japón
- 1981 Meguroky City Cultural Center. Tokio
- 1982: Sala Gaudí, Barcelona
- 1982. Kubota Gallery. Tokío, Japón
- 1987: Galería Bruzzone, Montevideo
- 1987. Colectiva Sala Gaudí. Barcelona
- 1989. Embajada de Uruguay. Santiago de Chile
- 1990: Sala Gaudí, Barcelona
- 1990: Casa de Cultura-Borja, Zaragoza
- 1990 Galería Llewellyn Alexander. Londres
- 1992: Monasterio de Veruela, Zaragoza
- 1993: Dibujos y pinturas, Galerie am Operning, Viena
- 1994: Sala Goya, Zaragoza
- 1996. Interart. Valencia

### Einzelausstellungen
- 1959: Subterráneo Municipal de Montevideo
- 1963. Centro de Artes y Letras. Montevideo
- 1964. Estudio II. Salto, Uruguay
- 1966. Galería II. Cannocchiale. Milán
- 1968. El Pontón de San Pedro. Montevideo
- 1972. Amigos de la Música. Hospitalet, Barcelona
- 1973. Sala Gaudí Barcelona, España
- 1974. Sala Gaudí – Gaudifond. Barcelona
- 1976. Sala Gaudí – Gaudifond. Barcelona
- 1976 Galería Lucas. Gandía. Valencia
- 1977. Galerie de Groelard. Sehilde, Anvers
- 1978. Galería Kandinsky. Madrid
- 1978 Sala Gaudí – Gaudifond. Barcelona
- 1979. Galería “4 Cantons”. Olot. Gerona
- 1980. Galería Kunst und Psyche. Köln
- 1980 Galería Rua. Santander, España
- 1980 Sala Gaudí – Gaudifond Barcelona
- 1982. Sala Gaudí – Gaudifond. Barcelona
- 1984. Sala Gaudí – Gaudifond. Barcelona
- 1986. Galería Bruzzone. Montevideo
- 1987. Galería Bruzzone. Montevideo
- 1988. Galería Bruzzone. Montevideo
- 1990. Dibujos – Sala Gaudí – Gaudifond Arte. Barcelona
- 1990 Casa de Cultura – Borja, Zaragoza
- 1991. Sala Gaudí – Gaudifond. Barcelona
- 1992. Monasterio de Veruela. Zaragoza, España
- 1993. Dibujos y Pinturas. Galerie am Opernring. Viena
- 1993 Sala Gaudí – Gaudifond Arte. Barcelona
- 1994. Sala Goya. Zaragoza, España
- 1995. Sala Gaudí – Gaudifond. Barcelona
- 1996. Galeria Novart. Madrid,
- 2000. “Torreón de los Borja”. Borja
- 2012. Galería de CortabitArte. Soria